# بوته قطران
بوته قطران (نام علمی: Larrea tridentata) یک گیاه دارویی است که در جنوب غربی ایالات متحده، شمال مکزیک و آرژانتین می‌روید.
نام رایج انگلیسی آن، Creosote bush از دو جزء Creosote (جوهر قطران) و bush (بوته) تشکیل شده و این گیاه را در انگلیسی چاپارال نیز می‌نامند. در مکزیک به آن «گوبرنادورا» می‌گویند که واژه‌ای اسپانیایی به معنی «فرماندار زن» است. این نام به دلیل توانایی این گیاه در جلوگیری از رشد گیاهان اطراف و در نتیجه رسیدن آب بیش‌تر به خودش به این گیاه داده شده‌است. بوته قطران در بیابان سونورا اغلب «هدیوندیلا» خوانده می‌شود.
بوته قطران از گیاهان گلدار و از تیرهٔ اسپندیان است. نام علمی گونه‌های آن به افتخار جی.ای. هرناندز دلارئا، روحانی اسپانیایی گذارده شده‌است.